# هامينو درامان
هامينو درامان (بالإنجليزية: Haminu Draman)، من مواليد 1 ابريل 1986 في غانا، لاعب كرة قدم غاني.
بدأ مسيرته الكروية مع نادي هارت أوف لايونز في عام 2005، وفي موسم 2005/2006 انتقل إلى نادي النجم الأحمر الصربي، وفي عام 2006 انتقل إلى نادي غينسلربيرليغي التركي. يلعب حالياً مع نادي لوكوموتيف موسكو.
و قد بدأ باللعب مع منتخب غانا لكرة القدم في عام 2005.

## روابط خارجية
- هامينو درامان على موقع رابطة كرة القدم الفرنسية للمحترفين (الإنجليزية)
- هامينو درامان على موقع قاعدة بيانات كرة القدم.إي يو (الإنجليزية)
- هامينو درامان على موقع ناشيونال فوتبول تيمز (الإنجليزية)
- هامينو درامان على موقع Soccerway.com (الإنجليزية)
- هامينو درامان على موقع عالم كرة القدم.نت (الإنجليزية)
- هامينو درامان على موقع AS.com (الإسبانية)